# Walcott South Stream
Koordinaten: 78° 15′ S, 163° 23′ O
Der Walcott South Stream (englisch für Südlicher Walcottstrom) ist ein Gletscherbach im ostantarktischen Viktorialand. In der Royal Society Range fließt er vom Ende des Walcott-Gletschers in östlicher Richtung zum Walcott Lake an der Scott-Küste.
Das New Zealand Geographic Board benannte ihn 1994 in Anlehnung an die Benennung des ihn speisenden Gletschers. Dessen Namensgeber der US-amerikanische Geologe Charles Walcott (1850–1927), Direktor des United States Geological Survey (1894–1907) und Sekretär der Smithsonian Institution (1907–1928).